# Emil Stickling
Emil Stickling (* 4. August 1889 in Bochum, Provinz Westfalen; † 4. November 1950 in Hamburg) war ein deutscher Bergbauingenieur und Opfer des Stalinismus.

## Leben
Stickling, Sohn eines Schachtmeisters, hatte es bis 1912 in die Stellung eines Bergbeamten gebracht. Mit Frau und drei Söhnen lebte er in Buer-Hassel. Seine Ehefrau starb früh. Er wurde Obersteiger und stellvertretender Betriebsführer auf der Zeche Ewald Fortsetzung in Erkenschwick. Bis 1930 war er Mitglied der DNVP. Per Arbeitsvertrag ging er 1930 als Bergbauspezialist in die Sowjetunion, zunächst nach Solikamsk, dann nach Koltschuchino in Westsibirien. 1931 vermählte er sich dort mit Helena Judina. 1932 wurde dem Paar der Sohn Rudolf geboren. 1933 wechselte er als Berater zum U-Bahnbau in Moskau. Bis 1935 war er als Oberingenieur in Kemerowo tätig, dann war er Leiter des Schachtbaus bei einem westsibirischen Goldtrust.
Nachdem sich in der Grube in Kemerowo im September 1936 eine Explosion ereignet hatte, geriet er in den Verdacht, als Mitglied einer „kontrarevolutionären trotzkistischen Diversanten-Gruppe“ die massenhafte Tötung von Grubenarbeitern verursacht zu haben. Am 3. November 1936, zu Beginn des Großen Terrors in der Sowjetunion, wurde er verhaftet. Ihm wurde Spionage und „Schädlingsarbeit“ vorgeworfen, Terror- und Diversionsakte begangen sowie staatsfeindliche Gruppen und Agitation organisiert zu haben. Der Prozess gegen ihn und seinen Abschnittsleiter Leonenko begann am 19. November 1936. Ein Zeuge in diesem Verfahren war der sowjetische Ingenieur Michail Stepanowitsch Stroilow. Nach einem „Geständnis“ wurde Stickling zur Todesstrafe verurteilt. Sein persönliches Eigentum wurde beschlagnahmt.
Der in Paris lebende Lew Lwowitsch Sedow schätzte den Hauptzweck des Verfahrens gegen Stickling als „Vorbereitung“ der Moskauer Prozesse gegen Georgi Leonidowitsch Pjatakow, Grigori Jakowlewitsch Sokolnikow und Karl Radek ein.
Nach einem Hungerstreik wurde Sticklings Strafe vom Allrussischen Zentralen Exekutivkomitee in zehn Jahre Gefängnishaft umgewandelt, während man an acht weiteren Angeklagten die Todesstrafe vollstreckte. Offensichtlich wollten die sowjetischen Behörden den deutschen Staatsbürger Stickling für einen Austausch mit dem Deutschen Reich zur Verfügung haben. Im Herbst 1936 begannen hierzu in Moskau Verhandlungen mit dem deutschen Botschafter Friedrich-Werner Graf von der Schulenburg. Gedacht war an einen Austausch gegen den deutschen Kommunisten Ernst Thälmann. Diese Verhandlungen scheiterten jedoch. Am 11. Januar 1937 wurde Stickling in die Moskauer Lubjanka überführt und am 7. Februar 1937 in den „Politisolator“ nach Tscheljabinsk verlegt, wo er bis Ende Oktober 1937 einsaß. Anschließend war er bis Juli 1939 in Slatoust inhaftiert. Später wurde er in das Sonderlager Solowezki gebracht, Mitte Oktober nach Orel, schließlich am 6. Dezember 1939 in das Moskauer Butyrka-Gefängnis.
Nach dem Hitler-Stalin-Pakt (24. August 1939) erhielt Stickling neben anderen Häftlingen ein Ausweisungsurteil. Diskutiert wurde unter Historikern, ob diese Ausweisungen ein „Geschenk“ von Josef Stalin an Adolf Hitler gewesen seien. Am 20. Dezember 1939 wurde Stickling nach Brest-Litowsk abtransportiert. Von der Sicherheitspolizei in Lublin wurde er noch bis zum 28. Februar 1940 festgehalten, ehe er mit einem Sammeltransport nach Neu Bentschen gebracht wurde. Zurück in Deutschland schloss er am 1. März 1941 seine dritte Ehe. Nach dem Zweiten Weltkrieg lebte er zuletzt in Hamburg-Fuhlsbüttel, wo er am 4. November 1950 im Alter von 61 Jahren starb.